# Kupčinji Vrh
Kupčinji Vrh je naselje v Občini Majšperk, ki spada pod Štajersko pokrajino in Podravsko regijo. Leži v povirju Travnega potoka in Gabrščice, ob vznožju Donačke gore. Ustanovljeno je bilo leta 1974 iz dela ozemlja naselij Čermožiše in Nadole. Čez naselje vodi veliko planinskih poti in se je možno iz naselja se je sprehoditi tudi do Donačke gore. Leta 2015 je imelo 117 prebivalcev.
Na osamljenem hribu severno od naselja, se nahaja krajevna cerkev, posvečena sv. Mohorju in Fortunatu. Cerkev spada pod župnijo Žetale, zgrajena je bila v 15. stoletju in ima lesen zvonik.